# 奧泉站

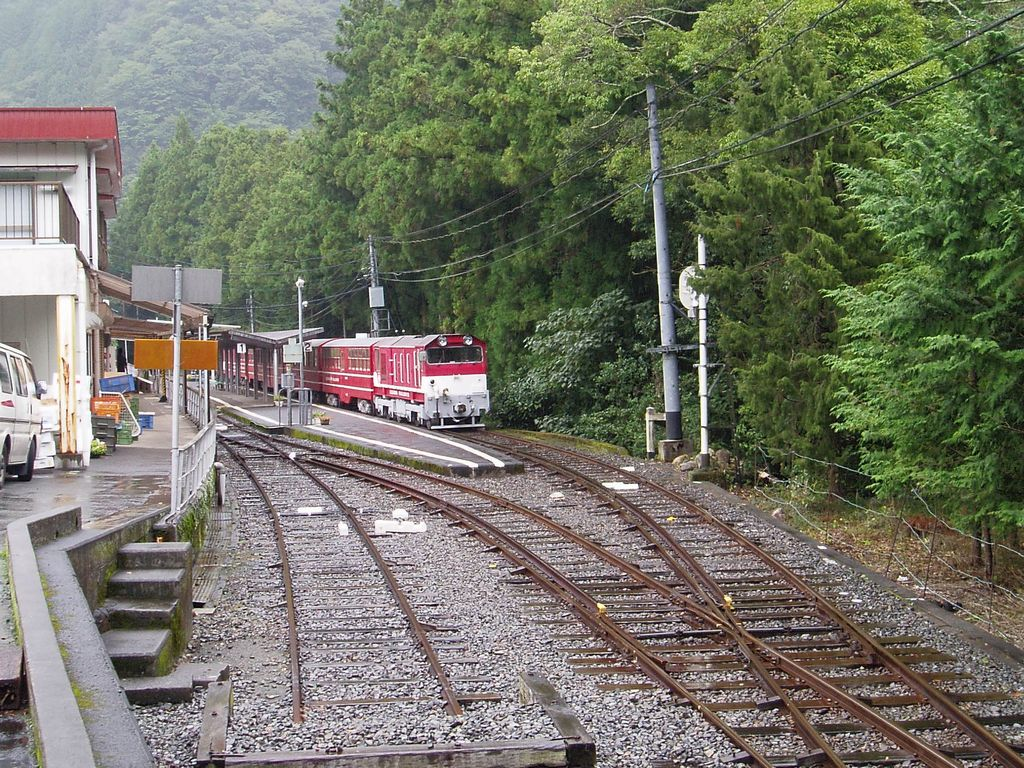
月台遠景(2007年10月)

奧泉站（日语：／ Okuizumi eki */?）是位於靜岡縣榛原郡川根本町奧泉，大井川鐵道的井川線車站。此站是連接井川線和寸又峽的巴士路線的轉乘站。

## 歷史
- 1959年（昭和34年）8月1日：車站啟用

## 車站構造
本站是地面車站，設有1面2線的島式月台，可進行列車交會。路軌旁設有道路，沿路上設有商店。車站大樓位於路軌對面。檢票口與月台設有樓梯。
廁所（附有衛洗麗）位於候車室後方。站前廣場（離開車站大樓登上樓梯處）處設有濕廁。由於站前廁所附近發現了繩文時代的遺蹟（下開土遺蹟），因此該處的廁所以坑屋的模樣外觀建造。

## 車站周邊
- 大井川
- 靜岡縣道77號川根寸又峽線（日语：静岡県道77号川根寸又峡線）

## 巴士路線
大井川鐵道
- 千頭站 - 奧泉站 - 寸又峽溫泉（日语：寸又峡温泉）

此站前往寸又峽溫泉乘坐巴士需時約30分鐘。
- 千頭站 - 奧泉站 - 長島壩 - 接岨峽溫泉 - 閑藏站前

此站前往閑藏站乘坐巴士需時約20分鐘。

## 相鄰車站
大井川鐵道
井川線
川根小山－奧泉－ABT市代

## 注腳
1. ↑  奥泉駅 （页面存档备份，存于）（日語） - 大井川鐵道株式會社 官方網站

## 外部連結
- 大井川鐵道 （页面存档备份，存于）（日語）